# دنیل سیزار
اشتون دومار نورویل سیموندز (انگلیسی: Ashton Dumar Norwill Simmonds؛ زادهٔ ۵ آوریل ۱۹۹۵) که به‌صورت حرفه‌ای به نام دنیل سیزار (انگلیسی: Daniel Caesar) شناخته می‌شود، خواننده و ترانه‌نویس کانادایی است. سیزر اولین آلبوم خود با عنوان فرودین را در اوت ۲۰۱۷ منتشر کرد که با تحسین گسترده منتقدان روبه‌رو شد.